# Lake Cargelligo
Lake Cargelligo – miasto w Australii, w stanie Nowa Południowa Walia.